# Muhyiddin
Muhyiddin (1673 - 1690) fue el 14.ª sultán de Brunéi según la Salasilah Raja-Raja Brunéi. Fue ampliamente recordado por el sultán que ordenó la creación de Salasilah Raja-Raja Brunéi.